# Limbus (náboženství)

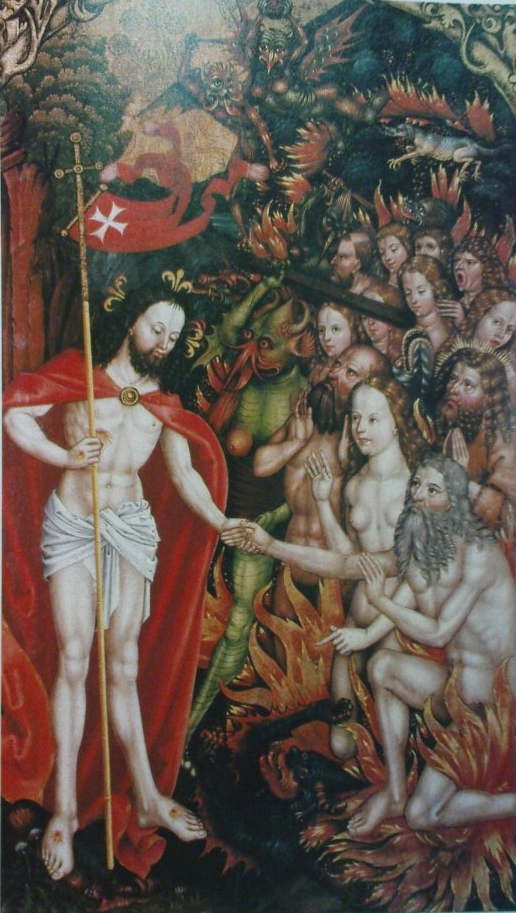
Obraz Kristus v předpeklí Hanse Raphona (1499), původně určený pro kapli v Göttingen (nyní ve sbírkách NG v Praze)

Limbus (latinsky hranice, okraj či lem) neboli předpeklí (zast. limb) je podle katolické tradice označení pro dočasný stav duší dobrých lidí, kteří zemřeli před vzkříšením Ježíše Krista, a trvalý stav nepokřtěných dětí (které nespáchaly jakékoliv osobní hříchy, ale nebyl z nich křtem sňat prvotní hřích). Koncept limbu nepřijímá pravoslaví a žádná protestantská denominace. 
Limbus je sice lidově chápán jako „místo, kam přijde duše“, ale tento termín popisuje a vyjadřuje i určitou teologickou nejistotu (neboť je předmětem diskusí, co by se jinak s dotyčnými dušemi stalo). Limbus sice není součást oficiálního učení katolické církve (na rozdíl od očistce), nadále ale platí, že stav těchto duší (které si zřejmě nezaslouží peklo, nemohou ovšem následovat ani cestu do nebes) je v limbu – jinými slovy jejich osud zná pouze Bůh.

## Limbus dětí
Limbus dětí (latinsky limbus infantium nebo limbus puerorum) mělo být hypotetické místo, kam přijdou po smrti duše nepokřtěných dětí. Benedikt XVI. považuje za smysluplnější zaměření se na naději pro nepokřtěné děti než držení se pojmu limbu, ve kterém by nepokřtěné děti nemohly být v Boží přítomnosti. Podobný názor vyjádřila i Mezinárodní teologická komise. Mezinárodní teologická komise však nemá závaznou učitelskou autoritu, a tak zůstává jako předmět teologické diskuse i nadále.
Jansenisté dodnes tvrdí, že nepokřtěné děti jsou v důsledku svého prvotního hříchu ve stavu věčného zavržení (v pekle). Tento názor zastávala např. jedna z největších církevních autorit – svatý Augustin. Otázka sama je spojena s učením o nutnosti křtu ke spáse a s jeho chápáním. Stejný názor jako Augustinův se vyskytuje i dnes. Někteří toto učení považují dokonce za již neomylně stvrzené církevní autoritou (např. na synodě v Kartágu 418, 2. lyonském koncilu, florentském koncilu).

## Limbus patriarchů
Limbus patriarchů (latinsky limbus patrum) mělo být hypotetické místo, o němž se věřilo, že se tam nacházejí duše osob, které žily „v přátelství s Bohem“, ale zemřely před vykupitelskou smrtí Ježíše Krista a nemohly být z toho důvodu spaseny, zejména praotců (patriarchů) izraelského národa, jako byli např. Abrahám, Mojžíš nebo Jákob).

## Frazeologie
Spojení být v limbu je také český frazém s významem 'spát', např. „Než babička dočetla první stránku, už byla v limbu“ (= usnula). Anglické be in limbo znamená oproti tomu být v bezvědomí, být mimo, zatímco pro spánek se užívá frazém be in the arms of Morpheus.